# 파워 디지몬의 등장인물 목록
디지몬 어드벤처 02의 등장인물에서는 TV애니메이션 디지몬 어드벤처 02에 등장하는 인물들에 대해서 설명한다.

## 선택받은 아이들
최산해
서정우
홍예지
이재하
원판이름 : 히다 아오리  (火田 伊織)/ 파트너: 아르마몬  /  D-3 색깔: 노란색
성우 : 우라와 메구미, 야마야 요시타카(라스트 에볼루션 인연) / 문선희, 윤세웅(라스트 에볼루션 인연) / 필리스 샘플러
오다이바 소학교 3학년으로 홍예지, 리키와 같은 맨션에 살고 있다. 어린 나이에도 불구하고 상당히 냉정, 조용, 침착한 성격이며 상식적으로 생각한다. 어린아이다운 착실함으로 부모님과 선생님이 말씀한 것은 어떻게든 따른다. 사교성이 부족해 다른 사람과 충돌을 빚을 때도 있지만 좀처럼 고쳐지지 않는 모양. 사무라이 집안의 가장인 할아버지가 검도 사범이어서 어릴 때부터 검술을 배웠다.(약간 자기중심적이어서 다소 협조성이 부족하며 정신수양을 위해 검도를 시작했다) 아빠를 잃은 후 많이 그리워한다. 오이카와 유키오가 아빠의 친구라는 것을 뒤늦게 알고 놀라지만 파트너인 안킬로몬의 힘으로 극복해낸다. 사물을 논리적으로 생각하는 타입이지만 디지몬의 세계에는 논리적으로 해결할 수 없는 일과 괴로운 일이 많아서 그럴 땐 죽도를 휘둘러서 냉정을 되찾는다.
미래의 변호사가 되어 어려운 사람들을 많이 도와준다.
<디지몬 어드벤처 트라이>에서는 등장했으나, 현재 행방불명이 된 상태다.
리키
신나리

## 파트너 디지몬
브이몬
웜몬
성우: 타카하시 나오즈미 / 유지영, 정혜옥(투니버스), 민아(라스트 에볼루션 인연) / 폴 피터
벌레의 모습을 한 서정우의 파트너 디지몬으로 원판은 웜몬 서정우가 갑자기 디지몬 카이저로 변하고 자신에게 거칠게 다뤄도 아직도 그를 믿고 따르고 있으며, 언젠간 다시 옛 모습을 찾을 것이라 굳게 믿고 따라왔지만 서정우는 옛 모습을 찾기는커녕 오히려 키메라몬에게 의지하고 디지몬 세계를 궁지에 빠트리자 브이몬에게 도움을 요청하고 기적의 캡슐 위치를 알려준다. 나중에 매그너몬에게 자신의 생명의 힘을 주고 키메라몬을 쓰러뜨리게 한다. 서정우가 패배의 충격에 의해서 원래 모습으로 돌아오자 친절의 문장을 선물하고 디지몬 알로 돌아간다. 다시 행복의 마을에서 서정우와 재회하고 처음부터 다시 시작한다.
진화 : 리프몬→데롱몬→웜몬→스팅몬→디노비몬→반쵸스팅몬
호크몬
성우: 토치카 코이치 / 홍시호, 현경수(투니버스), 백선우(라스트 에볼루션 인연) / 닐 캐프런
홍예지의 파트너 디지몬. 보기와 다르게 상냥하고 장난스런 면도 있다.
진화 : 푸르르몬→포로몬→호크몬→아퀼라몬→실피드몬→발키리몬
아르마딜로몬
성우: 우라와 메구미 / 손정아, 양유진(라스트 에볼루션 인연) / 로버트 액셀로드
아르마딜로의 모습을 한 히다 이오리의 파트너 디지몬. 역시 장난꾸러기 디지몬으로 이오리와 닮은 구석이 있다.
진화 : 츠브몬→우파몬→아르마딜로몬→안킬로몬→토우몬→슬래쉬엔젤몬

## 적 캐릭터
자가몬
성우: 야오 카즈키
아라크네몬
성우: 야마자키 와카나 / 문선희
머미몬
성우: 모리카와 토시유키 / 이원준
블랙워그레이몬
성우: 히야마 노부유키 / 故 김관진
아라크네몬이 어둠의 탑 100개로 만든 디지몬으로 워그레이몬의 바이러스 버전. 신성한 돌을 파괴하고 선택받은 아이들을 제압하는 강력한 파워를 선보였다. 현실 세계에서는 워그레이몬과 호각으로 싸워서 무승부로 끝나고 묘티스몬의 존재를 알아채 마일도를 설득하려하지만 그의 공격을 받고 디지털 게이트를 봉인하기 위해 스스로 희생한다.
오이카와 유키오(마일도)
성우: 모리카와 토시유키 / 이원준
이재하의 아버지 이충희와 어린 시절부터 친구이자 동창. 함께 디지몬 세계에만 푹 빠져있다가 친구의 죽음에 슬픔에 빠지고 3년전 선택받은 아이들이 디지몬 세계로 가는 걸 목격하고 가고 싶다고 절규하자 정체불명의 목소리를 듣고 디지몬 세계에만 갈 수 있다면 어떤 일이든 다 하겠다고 한다. 마지막에는 파트너 디지몬과 재회하자마자 사라지지만, 황폐해진 디지털 월드를 재건하는데 큰 역할을 했다.
데몬
성우: 키쿠치 마사미 / 故 김관진

레이디데블몬
베리얼묘티스몬
성우: 모리카와 토시유키 / 이원준
그의 정체는 묘티스몬으로 디지몬 세계와 인간 세계를 지배하고 어둠의 세계로 만들어 버리는 야망을 가진 장본인. 3년전 선택받은 아이들에게 패배하고 육체를 잃어 영혼만 남게 되자 디지몬 세계에 가고 싶다고 절규한 마일도를 속여 몸속에 기생한다. 블랙 워그레이몬을 일격에 보내버리고 가트몬은 그의 정체를 파악하고 있었다. 마일도와 일행들이 디지몬 세계가 아닌 다른 세계로 온 후 마일도의 몸 속에서 해방되어 저번과 다른 베리얼묘티스몬으로 진화한다. 선택받은 아이들의 고전한 아르케니몬과 머미몬을 순식간에 소멸시켜버리고 일행들을 공포에 떨게 한다. 하지만 그들 중 오직 최산해와 브이몬만 공포에 떨지 않고 그의 환청을 극복한다.

## 협력자
청룡몬

## 선택받은 아이들 가족
모토미야 父
성우: 타카하시 히로키
모토미야 母
성우: 우라와 메구미
모토미야 준 (한국명은 최신해)
성우: 무라이 카즈사 / 문선희
고등학교 2학년이다. 모토미야 다이스케 누나
홍예지의 父
성우: 도오치카 코우이치 
홍예지의 母
성우: 쿠지라 에마 
이노우에 만타로 (홍예지의 오빠)
성우: 타카하시 나오즈미 / 유지영
대학생이다.(나이 불명)
이노우에 유에 (홍예지의 큰 언니)
성우: 나츠키 리오
고등학교 2학년이다.
이노우에 치즈루 (홍예지의 작은 언니)
성우: 나츠키 리오
중학교 2학년이다.
히다 치카라 (이오리의 할아버지)
성우: 토미타 코세이 / 故 김관진.
히다 히로키 (故)(이오리의 아버지)
히다 후미코 (이오리의 어머니)
성우: 코묘지 케이코
이치죠우지 父
성우: 키무라 마사후미 / 故 김관진.
이치죠우지 母
성우: 도도 아사코
이치죠우지 오사무 (故) (서정우의 형으로, 한국명은 서민우)
성우: 박로미 / 문선희.
타케노우치 하루히코 (한소라의 아버지 한국명은 한○○)
성우: 모리카와 토시유키 / 故 김관진.
키도 슈 (정훈)
성우: 키쿠치 마사미 /유동균.
대학생이다. 정석의 작은형
마이클 (매튜, 리키의 외할아버지)
성우: 히라타 히로아키

## 기타
| 기타 선택받은 아이들 |            |                   |
| 이름                 | 국적       | 파트너 디지몬     |
| 마이클               | 미국       | 베타몬→시드라몬   |
| 마리아               | 미국       | 켄타르몬          |
| 샘                   | 미국       | 프레이리자몬      |
| 루                   | 미국       | 토타몬            |
| 스티브               | 미국       | 유키다루몬        |
| 테이텀               | 미국       | 에어드라몬        |
| 위에홍               | 중국       | 하누몬            |
| 호이 3형제           | 중국(홍콩) | 샤코몬→옥트몬     |
| 미나                 | 인도       | 메라몬            |
| 딩고                 | 호주       | 가니몬→씨라몬     |
| 카트린               | 프랑스     | 플로라몬→키위몬   |
| 유리                 | 러시아     | 쿠와가몬          |
| 로라                 | 러시아     | 스나이몬          |
| 안나                 | 러시아     | 유니몬            |
| 치치                 | 멕시코     | 고츠몬→모노크로몬 |